# Civilna zaštita
Civilna zaštita (CZ), sustav organiziranja sudionika, operativnih snaga i građana za ostvarivanje zaštite i spašavanja ljudi, životinja, materijalnih i kulturnih dobara i okoliša u velikim nesrećama i katastrofama i otklanjanja posljedica terorizma i ratnih razaranja. Sustav je od javnog interesa za svaku državu i njenu sigurnost.

## Obuhvat i djelokrug
Mjere civilne zaštite su jednokratni postupci i zadaće koje provode svi sudionici u sustavu civilne zaštite na svim razinama radi spašavanja života i zdravlja građana, materijalnih i kulturnih dobara i okoliša, i to: asanacije, evakuacija, mobilizacija, žurna pomoć (žurna služba), prva pomoć, sklanjanje, uzbunjivanje i obavješćivanje, zaštita i spašavanje, zbrinjavanje, zaštita životinja i namirnica životinjskog porijekla te zaštita bilja i namirnica biljnog porijekla u situacijama kao što su izvanredni događaj, katastrofa, velika nesreća. Faze u sustavu civilne zaštite su: prevencija, pripravnost i reagiranje.
Sustav obuhvaća mjere i aktivnosti (preventivne, planske, organizacijske, operativne, nadzorne i financijske) kojima se uređuju prava i obveze sudionika, ustroj i djelovanje svih dijelova sustava civilne zaštite i način povezivanja institucionalnih i funkcionalnih resursa sudionika koji se međusobno nadopunjuju u jedinstvenu cjelinu radi smanjenja rizika od katastrofa te zaštite i spašavanja građana, materijalnih i kulturnih dobara i okoliša na teritoriju svoje države od posljedica prirodnih, tehničko-tehnoloških velikih nesreća i katastrofa, otklanjanja posljedica terorizma i ratnih razaranja.

## Ustroj
Ustrojava ga se na lokalnoj, područnoj (regionalnoj) i državnoj razini, a povezuje resurse i sposobnosti sudionika, operativnih snaga i građana u jedinstvenu cjelinu radi smanjenja rizika od katastrofa, pružanja brzog i optimalnog odgovora na prijetnje i opasnosti nastanka te ublažavanja posljedica velike nesreće i katastrofe.

## Načela
Načela sustava civilne zaštite su opća načela: načelo humanosti i načelo zabrane diskriminacije te načela operativnog djelovanja sustava civilne zaštite: načelo supsidijarnosti, načelo solidarnosti i načelo kontinuiteta djelovanja. Načelo humanosti ostvaruje se osiguravanjem poštovanja osoba kojima se pruža pomoć, osiguravanjem prava na fizički i mentalni integritet i zaštitom osobnosti. Prema načelu zabrane diskriminacije u sustavu civilne zaštite pruža se potrebna pomoć svima kojima je potrebna, neovisno o rasi, etničkoj pripadnosti, boji kože, spolu, jeziku, vjeri, političkom ili drugom uvjerenju, nacionalnom ili socijalnom podrijetlu, imovnom stanju, članstvu u sindikatu, obrazovanju, društvenom položaju, bračnom ili obiteljskom statusu, dobi, zdravstvenom stanju, invaliditetu, genskom naslijeđu, rodnom identitetu, izražavanju ili spolnoj orijentaciji. Prema načelu supsidijarnosti odluke i mjere civilne zaštite prvenstveno se donose i provode angažiranjem svih raspoloživih vlastitih resursa i sposobnosti sudionika i operativnih snaga sustava civilne zaštite jedinice lokalne i područne (regionalne) samouprave koja je pogođena velikom nesrećom ili katastrofom. Prema načelu solidarnosti pogođenoj jedinici lokalne i područne (regionalne) samouprave upućuje se dodatna pomoć nakon što je angažirala sve svoje raspoložive resurse i sposobnosti sudionika i operativnih snaga sustava civilne zaštite. Prema načelu kontinuiteta djelovanja sudionici i operativne snage u sustavu civilne zaštite nastavljaju izvršavati poslove iz svog djelokruga i u velikim nesrećama i katastrofama.

## Državna uprava
Državna uprava uz ostalo koordinira djelovanje sustava civilne zaštite u Republici Hrvatskoj. Vlada Republike Hrvatske, na prijedlog čelnika Državne uprave, donosi:
- procjenu rizika od katastrofa za državu
- strategiju smanjenja rizika od katastrofa
- strategiju razvoja sustava civilne zaštite
- državni plan djelovanja civilne zaštite. Usklađuje ga se s Planom obrane države (npr. Planom obrane Republike Hrvatske) u dijelu koji se odnosi na otklanjanje posljedica ratnog razaranja.

Kooperativno tijelo civilne zaštite u Republici Hrvatskoj je Stožer civilne zaštite. Imenuje ga Vlada RH na prijedlog Državne uprave.

## Mjere i aktivnosti
Mjere i aktivnosti u sustavu civilne zaštite u Republici Hrvatskoj provode sljedeće operativne snage sustava civilne zaštite:

a) stožeri civilne zaštite

b) operativne snage vatrogastva

c) operativne snage Hrvatskog Crvenog križa

d) operativne snage Hrvatske gorske službe spašavanja

e) udruge

f) postrojbe i povjerenici civilne zaštite

g) koordinatori na lokaciji

h) pravne osobe u sustavu civilne zaštite.

## Znak zaštite
Znak Civilne zaštite je poput međunarodnog znaka Crvenog križa, koji se smije uporabljivati odnosno nositi, u miru i u ratu u svrhu obilježavanja i kao znak zaštite osoba, sanitetskih postrojbi i ustanova, objekata, uređaja, sanitetskog materijala te prijevoznih i prijenosnih sredstava (kopnenih, pomorskih, zrakoplovnih i sl.) koji pripadaju Civilnoj zaštiti. Znak zaštite je uveden radi primjene Ženevske konvencije za poboljšanje položaja ranjenika i bolesnika, brodolomaca i zaštite gradanskih osoba u vrijeme rata.